# Stati Uniti d'America nella crisi di Abadan
Si può parlare di Stati Uniti nella crisi iraniana in relazione al contesto della Guerra Fredda, nella logica dei due blocchi contrapposti. L'America interviene in Iran nel 1953 per timore che il paese possa cadere sotto l'influenza sovietica. In origine Washington anzi simpatizzava con la lotta della Persia per l'emancipazione economica dall'Impero britannico, ma cambia idea con l'arrivo del presidente Eisenhower.

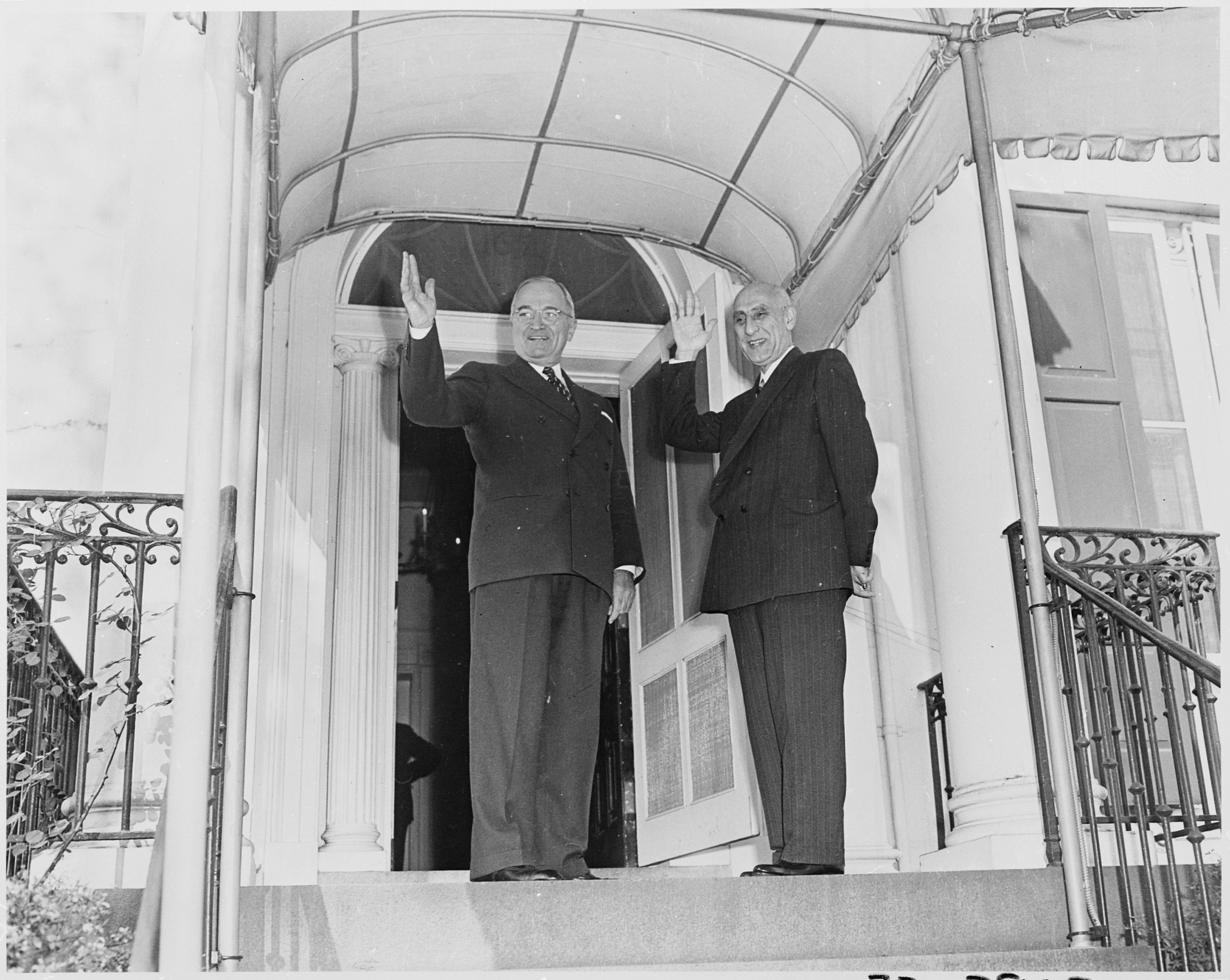
Mossadeq ed il presidente Truman alla Casa Bianca. Ottobre 1952

## Introduzione
L'interesse americano per l'Iran non era di antica tradizione, si erano accorti dell'importanza dell'Iran le compagnie petrolifere già nel 1921 quando tentarono di ottenere una concessione da Teheran ma vennero ostacolate da Gran Bretagna e Russia in relazione all'accordo anglo-russo del 1907. Gli americani arrivano in forze in Iran solo durante la seconda guerra mondiale, quando (1942) sostituiscono gli inglesi nella gestione logistica del cosiddetto "corridoio persiano", la via di rifornimento di materiale bellico all'Unione Sovietica attraverso la Persia. Il Dipartimento di Stato riconobbe l'importanza dell'Iran ai fini dello sforzo bellico e dopo l'occupazione anglo-russa del paese del 25 agosto 1941, gli USA si trovarono nelle condizioni di svolgere il ruolo di garante dell'indipendenza iraniana rispetto alla poco rassicurante politica imperialista di Mosca e Londra. Nel 1943 si tiene nella capitale persiana la Conferenza di Teheran tra Stalin, Roosevelt e Churchill, in cui si decide, tra l'altro, la ricostruzione economica e democratica del paese a guerra finita . Fra il dicembre 1945 ed i primi mesi del 1946 di fronte al sostegno sovietico all'Azerbaigian iraniano, le pressioni statunitensi e britanniche sul Cremlino furono risolutive, ma la situazione spaventò gli Usa rispetto ad un interesse sovietico nell'area .
Nel dopoguerra, quando scoppia la questione petrolifera che contrappone l'AIOC al governo di Teheran, Washington simpatizza con la Persia e cerca di trovare una soluzione di compromesso. Il perdurante blocco delle esportazioni di petrolio provoca in Iran una grave crisi economica e politica e la costante della politica statunitense in Iran diviene il timore che il paese sia sull'orlo dell'abisso comunista. In piena guerra di Corea, la convinzione che Mossadeq possa aprire le porte alla penetrazione sovietica in Medio Oriente convince l'America ad accettare la richiesta britannica di intervenire. La crisi iraniana è una tappa fondamentale nel drastico ridimensionamento della potenza britannica, non più in grado di esercitare un ruolo globale dopo la dispendiosa vittoria nel secondo conflitto mondiale.

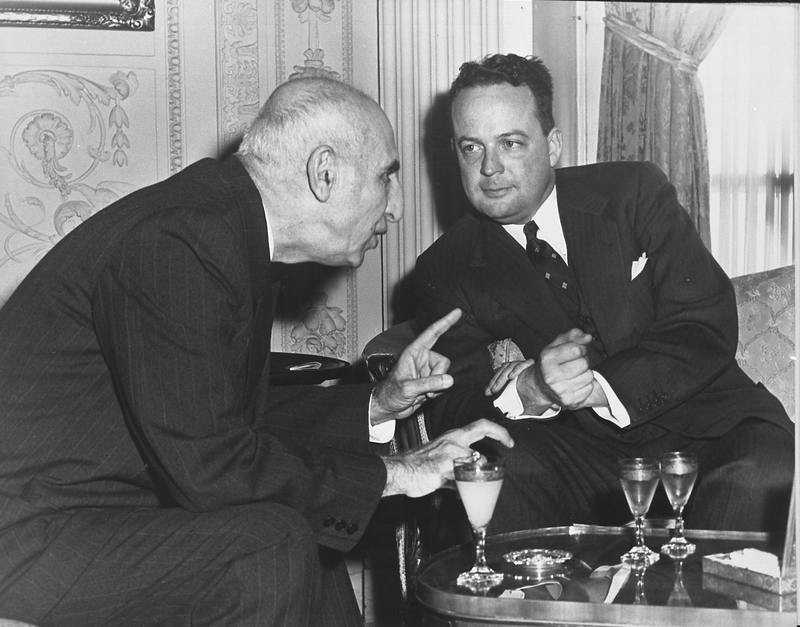
Mossadeq con l'inviato americano McGhee

## La nazionalizzazione dell'industria petrolifera
La nazionalizzazione del 1951 si fondava sul rifiuto persiano di continuare a ricevere le briciole del lauto pasto che la Anglo-Iranian Oil Company consumava nel paese fin dal 1908. A fronte delle crescenti proteste della popolazione e del Parlamento iraniani, la AIOC non voleva concedere la suddivisione dei profitti petroliferi al 50/50 e le condizioni che gli altri paesi produttori di petrolio della regione avevano ottenuto dalle società americane . Dopo l'assassinio, ad opera di un fanatico, del primo ministro Razmara, favorevole al rinnovo della concessione, il parlamento persiano elesse Mohammad Mossadeq che nazionalizzò immediatamente l'AIOC creando la National Iranian Oil Company. La reazione di Londra fu molto dura ed è alla base della crisi di Abadan.
Di fronte a questi avvenimenti, gli Usa si mossero per una serie di intenti: trovare una soluzione diplomatica attraverso le Nazioni Unite, non far cadere il paese in mano ai sovietici, collaborare con i britannici, rafforzare i legami con Teheran.
Le incomprensioni tra Londra e Washington si fecero sentire su molti punti e a causa di alcune personalità americane, come George McGhee (Segretario di Stato aggiunto per il Medio Oriente). La sua linea politica si fondava sul presupposto che non era più possibile governare il mondo del petrolio con criteri coloniali e che non si poteva negare ad uno stato sovrano il diritto di nazionalizzare un'attività economica condotta sul suo territorio. In un discorso del 17 aprile McGhee definì come inevitabili l'iranizzazione della compagnia, la suddivisione dei profitti al 50/50 e la creazione di un'azienda iraniana che si occupasse della distribuzione dei prodotti petroliferi sul mercato interno.
Altro intento di Washington era di reprimere le velleità britanniche di risolvere il conflitto in modo armato per non provocare inutilmente i sovietici, che avrebbero potuto a loro volta intervenire militarmente in Iran in base al trattato di amicizia russo-persiano del 1921, e che il Regno Unito non subordinasse la stabilità dello scenario mediorientale a questioni puramente commerciali.
Le pressioni americane verso una soluzione negoziale trovavano un interlocutore nel primo ministro laburista britannico Clement Attlee e nel ministro degli esteri Ernest Bevin, che erano consapevoli che la salvaguardia dell'AIOC non poteva mettere a repentaglio la "special relationship" con gli Stati Uniti. Il successore di Bevin, Morrison, era invece favorevole ad un'azione di forza. Gli Stati Maggiori però si resero conto dell'impossibilità di intervenire vista la mancanza di truppe acclimatate(l'India non poteva più fornirne e le truppe stanziate presso il Canale di Suez certamente non sarebbero potute intervenire).
L'amministrazione americana allora propose a Londra l'aiuto nei negoziati di un uomo di sicura esperienza politica, Averell Harriman che spiegò a Mossadeq come la sua intransigenza avrebbe portato il suo paese alla rovina dando comunque l'impressione di sostenere gli iraniani. Il governò di Teheran accettò che l'attività petrolifera fosse gestita sotto la sua autorità anche in modo indiretto affidando la gestione ad una società straniera; inoltre Teheran accettava di trattare con Londra come semplice rappresentante degli interessi dell'AIOC; la strada verso la risoluzione sembrava spianata .

## La posizione USA
Purtroppo gli Inglesi erano partiti con l'idea di negoziare lo status di Dominion per l'Iran e di salvare il salvabile del loro controllo sulla produzione petrolifera iraniana, ma in questo modo chiusero le porte al negoziato e il clima di totale incomprensione portò al ritiro dei tecnici britannici dai campi petroliferi e dalle raffinerie con un evidente inasprimento della controversia. Gli Usa rimasero molto spaventati dall'idea di un'avanzata russa verso l'Iran per una serie di preoccupazioni ben esposte da Lovett: vuoto nell'approvvigionamento petrolifero occidentale, espansione dell'Impero sovietico fino al Golfo Persico, la caduta dell'Afghanistan nella rete comunista, l'impossibilità di difendere la Turchia, l'apertura di una breccia nella dottrina Truman, la possibilità che Mosca utilizzasse l'Iran come trampolino di lancio verso il Medio Oriente, il Mediterraneo Orientale e il canale di Suez. Per tutti questi motivi era essenziale mantenere l'orientamento dell'Iran verso gli USA e il mantenere la posizione britannica in M.O. al di là degli interessi petroliferi nella Regione. Vi era inoltre un altro pericolo grave ossia il Partito Comunista Iraniano, il Tudeh, il quale secondo l'ambasciatore americano a Teheran, Henderson, veniva ampiamente sottovalutato dall'opinione pubblica e dal Fronte Nazionale di Mossadeq convinto di poter controllare tranquillamente i comunisti locali. Per gli americani essi non capivano che in realtà una volta portata a compimento la crociata antibritannica a fianco del partito di Governo, il Tudeh avrebbe eliminato la concorrenza asservendo la Persia agli interessi di Mosca. 
Mossadeq giunse negli USA per discutere la crisi di Abadan al Consiglio di Sicurezza delle Nazioni Unite di New York e si recò anche a Washington colloqui con Harry Truman, Dean Acheson, George McGhee e Paul Nitze, cosa che irritò non poco il nuovo governo conservatore britannico guidato da Wiston Churchill.

## L'intervento americano
Per arrestare il degrado dell'economia persiana il Dipartimento di Stato americano valutò due opzioni di intervento:
- La prima, consistente nel soddisfare le ripetute richieste di prestiti, destò la più viva preoccupazione dei britannici, perché la concessione di crediti a Teheran avrebbe sancito il sostanziale avallo di Washington alla politica iraniana che aveva calpestato gli interessi del Regno Unito.Carri armati per le vie di Teheran durante il colpo di Stato

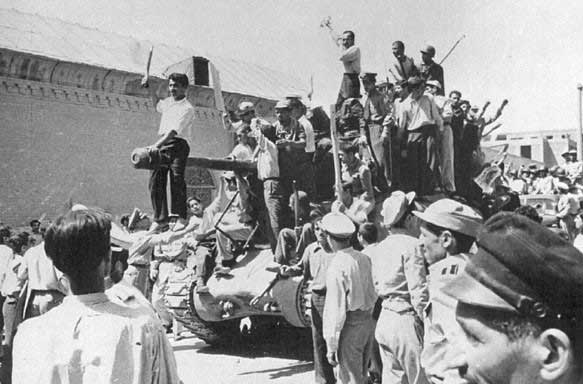
Carri armati per le vie di Teheran durante il colpo di Stato

- Il secondo tentativo prese le forme di una proposta di soluzione negoziale del contenzioso anglo-iraniano. Troppo frettolosa, essa non venne presa in considerazione.

Nel corso del 1952 gli Usa non furono in grado di promuovere alcuna iniziativa negoziale e si prese di nuovo in considerazione l'idea di prendere in mano la situazione senza tener conto dell'Inghilterra.
Si cercò una nuova risoluzione negoziale trattando col leader nazionalista proponendo un arbitrato internazionale rafforzato da un messaggio congiunto di Truman e Churchill. L'iniziativa fallì perché Mossadeq non poteva accettare un allineamento anglo-americano criticato dall'opinione pubblica iraniana .
Visto che non si facevano passi in avanti il National Security Council decise di non mettere più in secondo piano le esigenze britanniche e dopo le elezioni presidenziali dell'autunno 1952 gli Usa si votarono ad una nuova politica interventista . Churchill premeva per far cadere Mossadeq e sostituirlo con un primo ministro più conciliante, ma quando Mohammed Mossadeq espulse l'ambasciata britannica (ottobre 1952), Londra non fu più in grado di agire direttamente nel paese e chiese l'aiuto degli Stati Uniti. Si decise allora con la CIA di aiutare un mutamento politico in Iran (operazione Ajax). Il colpo di Stato mirato portò al governo Zahedi un filo-occidentale che salì al potere grazie anche ad una manipolazione dell'informazione nel paese. La caduta di Mossadeq si deve peraltro anche a motivazioni politiche interne iraniane ed in particolare alla rottura del Fronte Popolare, l'alleanza politica che l'aveva portato al potere nel 1951. Con la sua politica riformista, modernizzatrice e populista Mossadeq era diventato inviso al clero sciita militante, guidato allora dall'Ayatollah Kashani . Il potere tornerà allo Shah Mohammad Reza Pahlavi, che rientra dall'esilio a Roma. Il monarca perderà il trono, anche a causa di questo, nel colpo di stato alla fine degli anni Settanta con lo scoppio della Rivoluzione Islamica.
Anche dopo la caduta di Mossadeq, l'Iran non revocò peraltro la nazionalizzazione del petrolio. Per poter far ritornare il greggio iraniano sui mercati fu allora costituito un "Consorzio per l'Iran" incaricato di acquistare la produzione della NIOC. Il Consorzio era formato dalla stessa AICO (dal 1954 British Petroleum), dalle quattro compagnie americane dell'ARAMCO (Esso/Exxon, Texaco, Chevron e Mobil), dalla Gulf Oil e dalla Shell. Enrico Mattei chiese che anche l'AGIP potesse entrare nel consorzio ma ebbe un rifiuto da quelle che definì "le Sette sorelle" del petrolio.